# Vesterbro Beboerhus
Vesterbro Beboerhus er et beboerhus beliggende i Hjortensgade 23 i Aarhus C, lige ved Vesterbro Torv. Huset hører under kulturforvaltningen med støtte fra Aarhus kommune, men har dog altid bygget på brugerdemokrati. I mere end 35 år lå huset side om side med "Børnenes Hus" og havde et stort fælles udendørsareal med haver, legeplads, bålplads mv. Der var også dyr som høns, gæs, marsvin og en ged i in-hegnet i det udendørs område som blev passet af brugerne.
Huset har i gennem året lagt lokaler til mange koncerter og foreningsaktiviteter.
I budgetforliget i Aarhus Kommune i 2013 blev det vedtaget at støtte initiativet om et ungdomskulturhus, og fra Juni 2015 har huset været benyttet til dette formål.  Børnenes hus blev i denne forbindelse lukket og aktiviteterne for børn fortsatte på andre lokationer, eksempelvis Børnenes Jord. 
Det er dog besluttet at kommunen vil sælge huset og derfor skal huset aktiviteter flyttes til en ny adresse i Juli 2017.
Det er pt uvist hvor i byen aktiviteterne vil fortsætte, men kommunen støtter fortsat ungdomskulturhuset økonomisk.

## Ekstern henvisning
- Information om beboerhuset på Aarhus.dk (Webside ikke længere tilgængelig)